# Groupe de Findlay
Le groupe de Findlay est un groupe d'îles situé dans l'océan Arctique au sein de l'archipel arctique canadien dans la région de Qikiqtaaluk au Nunavut. Il comprend les îles Lougheed, Stupart, Edmund Walker, Grosvenor et Patterson.